# El Socorro, Zacatecas
El Socorro är en ort i Mexiko.   Den ligger i kommunen Loreto och delstaten Zacatecas, i den centrala delen av landet, 400 km nordväst om huvudstaden Mexico City. El Socorro ligger 2 025 meter över havet och antalet invånare är 275.
Terrängen runt El Socorro är platt åt nordväst, men åt sydost är den kuperad. Runt El Socorro är det ganska glesbefolkat, med 50 invånare per kvadratkilometer. Närmaste större samhälle är Loreto, 3,2 km norr om El Socorro. Omgivningarna runt El Socorro är i huvudsak ett öppet busklandskap.